# 송태성

## 클럽 경력
송태성은 중랑축구단(FK중랑) 등 하부리그에서 활약하다가 2024년 안산그리너스 FC에 입단하며 프로 무대에 도전했다.  
2025년 하나은행 FA컵 2라운드 경기에서 교체 출전하며 프로 데뷔전을 치렀다.

## 프로 통계
- 2025 시즌

```
 - K리그2: 출전 중 (정확한 출장 수 및 기록은 추후 반영 예정)  
 - FA컵: 1경기 출전
```

## 특징
168cm, 59kg의 아담한 체격이지만, 스피드와 민첩함을 바탕으로 한 측면 침투 능력이 뛰어난 선수다.  
공간 창출 능력과 순간적인 방향 전환에 능해, 교체 투입 시 공격의 활기를 불어넣는 조커 역할을 수행하고 있다.

## 기타
데뷔 후 구단 공식 SNS와 인터뷰를 통해 “프로 무대에 선 것만으로 기쁘다”는 소감을 밝히며, 꾸준한 발전을 다짐했다.